# 김수 (고려)
김수(金須, ? ~ 1270년)는 고려 후기의 문신이다. 본관은 광산(光산)이다. 관직(추증)은 금자광록대부 참지정사 집현전태학사 판예부사(金紫光祿大夫 叅知政事 集賢殿太學士 判禮部事)

## 생애
《고려사》에는 먼 조상인 사공(司空) 김길(金吉)이 태조(太祖)를 도와서 공을 세웠다고 전하고 있다. 김수는 고종(高宗) 42년(1255년) 진사과에 급제한 후 감찰어사(監察御史)를 거쳐 원종 10년(1269년) 지영광군주사(知靈光郡州事)가 되었다.
원종 11년(1270년) 6월 앞서 대몽항쟁을 주도하며 몽골에 대한 강경책으로 일관해 오던 무신정권이 무너지고 원(元)과의 화의 체결로 고려 조정은 강화(江華)를 나와 개경(開京)으로의 환도를 천명하고, 아울러 과거 무신정권과 밀착되어 있던 군사 조직인 삼별초(三別抄)에 대한 명단 압수 및 해산을 명하였다. 삼별초는 개경 환도와 몽골과의 화의 결정을 반대하며 강화에서 금강고를 무단으로 열어 무장을 갖추었고, 모든 물자와 인력을 거두어 강화를 떠나 진도(珍島)로 내려가 개경 조정 및 몽골에 대한 항전 태세를 갖추었다. 개경 정부는 삼별초에 대비해 고여림(高汝霖)을 보내 제주도(濟州島)를 지키게 하고, 아울러 전라도안찰사(全羅道按察使) 권단(權㫜)에게 사람을 뽑아 고여림과 함께 제주도 방비를 맡기도록 명하였다. 이때 김수가 영암부사(靈巖副使)로써 선발되어 2백 명의 병사를 거느리고 고여림과 함께 제주도에서 삼별초를 막는 임무를 맡았다. 이때 김수는 선발에 뽑히자마자 즉시 집에 들르지 않고 2백 명의 별초군과 함께 제주로 가서 고여림과 합류, 삼별초에 대비해 성벽을 쌓고 병장기를 수리하였다고 한다.
그러나 삼별초의 장군 이문경(李文京)이 이끄는 군세는 11월에 제주를 공격했다. 이문경의 군세는 제주 명월포에 상륙한 다음 동제원(東濟院)에 진을 치고, 송담천(松淡川)에서 고려 조정군과 교전하여 군사를 놓아 불을 지르며 공격하여 고려 조정군을 패배시켰다. 《김문정공묘지》(金文正公墓誌)에 따르면 제주를 지키고 있던 김수, 고여림 등 개경 조정의 군사들이 적(삼별초)의 공격에 맞서 그 선봉을 거의 다 죽이기도 하였으나, "지키는 사람들이 겁을 내어 움츠리고 힘을 다하지 아니하니 적이 다른 길을 거쳐 이르렀는데도 깨닫지 못하였다.", "토인(土人)들이 적을 도와주게 되니 중과부적으로 마침내 고 장군과 함께 진중에서 전사하고 돌아오지 못하게 되어서 사람들이 지금까지 원통하게 여기고 있다."고 하여, 삼별초의 제주 장악에 제주도민들이 어느 정도 협조하고 있었음을 시사하고 있다.
이때 김수는 고여림과 함께 전사하였고, 제주도는 삼별초에 함락되었다. 원종은 김수의 아내 고씨에게 쌀 10곡(斛)을 하사하여, 전사한 김수의 충절을 표창하였다.

## 가족
- 할아버지 : 신호위중랑장(神虎衛中郞將) 김광세(金光世) - 추증 상서좌복야(尙書左僕射)
- 아버지 : 금오위대장군(金吾衛大將軍) 김경량(金鏡亮) - 추증 문하평장사(門下平章事)[3]

김수는 부인 고씨(高氏)와의 사이에서 태일(台一)과 태현(台鉉) 두 아들을 두었으며 김태현은 관직이 밀직부사에까지 올랐다.

## 같이 보기
- 고여림
- 진자화
- 환해장성